# Наталі Зайн-Віттгенштайнська
Наталі Ксенія Маргарета Бенедикта, принцеса Зайн-Віттгенштайн-Берлебурзька (нім. Nathalie Xenia Margareta Benedikte Prinzessin zu Sayn-Wittgenstein-Berleburg, дан. Nathalie zu Sayn-Wittgenstein, нар. 2 травня 1975) — данська вершниця, олімпійська медалістка. Донька принцеси Бенедикт та  принца Річарда Зайн-Віттгенштайн-Берлебурзького.

## Біографія

### Ранні роки
Наталія народилась 2 травня 1975 року у Копенгагені. Вона стала третьою дитиною та другою донькою в родині принца цу Зайн-Віттгенштайн-Берлебурзького Річарда Казиміра та його дружини Бенедикти Данської. Дівчинка мала старшу сестру Александру та брата Густава. Виросла у Берлебурзькому замку в Німеччині, де жила її родина.

### Кінний спорт
Ще в ранньому віці проявилася любов Наталії до коней та верхової їзди. Після закінчення школи, у 1994 вона почала заняття із Кірою Кірклунд, віце-чемпіонкою світу 1990 року. Її успіхи почалися з виступу у складі датської команди на чемпіонаті Європи для молодих вершників, які принцеса завершила з бронзовою медаллю. Згодом, почала займатися із тренером Клаусом Балкенголем.
19 травня 1998 року прийняла данське підданство. Однак, наслідувати данський престол вона не має права через те, що її шкільні роки пройшли поза межами цієї країни.
У 2000 році Наталія увійшла до складу олімпійської збірної Данії як резервний вершник. Брала участь у чемпіонаті Європи 2001 року, де виборола бронзу, та чемпіонаті світу 2002, де стала четвертою у складі команди. Восени 2005-го відкрила власний кінний завод у Бад-Берлебурзі.
На літніх Олімпійських іграх 2008 у складі команди також здобула бронзу. Брала участь у Літніх Олімпійських іграх 2012 у Лондоні, де стала 12-ю в особистому заліку та 4-ю у складі команди.

### Шлюб та діти
В 2008 році стало відомо, що Наталія зустрічається із коневодом Александром Йогансманном, сином Генріха-Вільгельма Йоганнсманна, призера чемпіонату світу-1979 з конкуру. 4 січня 2010 було оголошено про заручини принцеси та Александра Йоганнсманна. Цивільна церемонія укладення шлюбу відбулася 27 травня 2010. Нареченій в той час було 35 років, нареченому — 33. За два місяці народився син подружжя, Костянтин Густав Генріх Річард (нар. 24 липня 2010)
Вінчання пари пройшло 18 червня 2011 року у євангелічній кірсі Бад-Берлебургу. Наречена була вбрана в атласну сукню кольору слонової кістки із триметровим шлейфом, розшитим перлинами, від данського дизайнера Генріка Гвііда. Образ доповнювала традиційна фата з ірландського мережива та тіара хедива Єгипту.
У серпні 2014 було анонсовано про майбутнє народження другої дитини пари у лютому 2015. Дівчинка Луїза (нар. 28 січня 2015) з'явилась на світ трохи раніше даного строку, 

## Виступи на Олімпіадах
| Олімпіада  | Дисципліна        | Місце |
| ---------- | ----------------- | ----- |
| Пекін 2008 | виїздка, особисті | 14    |
| Пекін 2008 | виїздка, командні | 3     |